# Oulad Imloul
Oulad Imloul (en àrab أولاد املول, Ūlād Imlūl; en amazic ⵡⵍⴰⴷ ⵉⵎⵍⵓⵍ) és una comuna rural de la província de Rehamna, a la regió de Marràqueix-Safi, al Marroc. Segons el cens de 2014 tenia una població total de 9.614 persones.